# کوجی اونیشی
کوجی اونیشی (انگلیسی: Koji Onishi؛ زادهٔ ۶ ژوئن ۱۹۸۸) بازیکن فوتبال اهل ژاپن است.